# Fonadhoo
Fonadhoo is een van de bewoonde eilanden van het Laamu-atol behorende tot de Maldiven. Fonadhoo is de hoofdstad van het Laamu-atol.

## Demografie
Fonadhoo telt (stand maart 2007) 845 vrouwen en 941 mannen.